# KNN 타워
KNN 타워(영어: KNN Tower)는 대한민국 부산광역시 해운대구 우동에 위치한 방송국 건물이다. KNN의 본사로 사용하고 있는 건물이다. 2010년에 착공하였고 2012년에 완공하였다. 2013년에 WM센터가 오픈했다.

## 역사
2009년 KNN 센텀 신사옥을 짓는다고 한다. 2010년 5월 착공해 2012년 12월에 완공한다고 한다. 2010년 6월 4일에 기공식이 있고 착공하였다. 2012년 10월 19일에 완공하였고 11월 12일에 개장하였다. 해운대구 센텀시티 KNN 신사옥으로 옮기고 제2의 도약을 시작한 것이다. 이 신사옥에서 첫 전파를 쐈다. 11월 22일에 준공식을 열렸다.

## 높이
완공 당시 높이는 141m이다. 전체 높이는 141m이고 SBS 방송 센터(22층, 안테나/첨탑 145m)의 전체 높이보다 낮다. 지붕 높이는 124m인데 SBS 방송 센터(22층, 117m)보다 높다. 완공 당시 부산광역시에서 높은 방송국이 되었지만 대부분 시설은 지식산업센터다. 현재 부산광역시에서 높은 방송국이지만 방송시설과 지식산업센터 시설이 있는 마천루다.

## 특징
저층에는 방송국이 있고 높은 층에는 지식산업센터가 있다. 안테나/첨탑이 있는데 방송국을 송출한다. 1995년 5월 14일 연제구 연산동에서 개국한 PSB는 2006년 5월 14일 개국 11주년 당시 PSB에서 KNN으로 변경 후 센텀시티에서 신사옥을 마련하고 제2의 도약이 시작되었다. 2012년 11월 12일 신사옥에서 방송한다.

## 내부 시설
KNN 타워는 지하 5층, 지상 28층 규모로 구성되어 있다.
| 층수     | 용도                                                         |
| -------- | ------------------------------------------------------------ |
| 28층     | 지식산업센터                                                 |
| 27층     | 지식산업센터                                                 |
| 26층     | 지식산업센터                                                 |
| 25층     | 지식산업센터                                                 |
| 24층     | 지식산업센터                                                 |
| 23층     | 후이즈쇼핑몰창업지원센터                                     |
| 22층     | 지식산업센터                                                 |
| 21층     | 고봉민김밥인 가맹본부                                        |
| 20층     | 지식산업센터                                                 |
| 19층     | 지식산업센터                                                 |
| 18층     | 지식산업센터                                                 |
| 17층     | 지식산업센터                                                 |
| 16층     | 지식산업센터                                                 |
| 15층     | 지식산업센터                                                 |
| 14층     | 한국관광공사 부산울산지사                                    |
| 13층     | 지식산업센터                                                 |
| 12층     | 지식산업센터                                                 |
| 11층     | 지식산업센터                                                 |
| 10층     | 지식산업센터                                                 |
| 9층      | 지식산업센터                                                 |
| 8층      | 지식산업센터                                                 |
| 7층      | 방송국                                                       |
| 6층      | 방송국, KNN미디어플러스                                      |
| 5층      | 방송국, KNN 교향악단                                         |
| 4층      | 방송국                                                       |
| 3층      | 당구장, 푸르덴셜생명 미래지점, 신용보증기금 부산스타트업지점 |
| 2층      | 하나은행 센텀시티지점                                        |
| 1층      | 로비, Think 커피, 버거킹, 스타벅스, CU, KEB하나은행 365      |
| 지하 1층 | KNN시어터, 얼리펍, 볼원볼링센터                              |
| 지하 2층 | 근린생활시설                                                 |
| 지하 3층 | 주차장                                                       |
| 지하 4층 | 주차장                                                       |
| 지하 5층 | 주차장, 기계실, 전기실, 시설관리구역                         |

## 한국건축문화대상
- 주최: 국토교통부, 대한건축사협회, (주)서울경제신문
- 주관: 대한건축사협회
- 수여대상: 건축물
- 수상인원: 준공(대상, 본상, 우수), 미준공(대상, 우수, 특선)
- 특징: 한국건축문화대상은 건축물의 인간중시·환경조화를 구현하고 건축인의 창작의욕을 높여 쾌적한 생활환경을 조성, 건축문화 창달에 기여하고자 1992년 건설부에서 제정하였다. 대한민국의 건축문화 발전을 목적으로 매년 시행하고 있으며, 1994년부터는 「한국건축전」과 통합하여 국토교통부, 대한건축사협회, (주)서울경제신문이 공동주최하는 행사가 되었다.

## 대중문화
- 영화 - 신과함께: 죄와 벌에 나온다.
- 뮤직비디오 - 1:34 부분에 EPEX의 My Girl 뮤직비디오에 KNN타워가 보인다.

## 갤러리

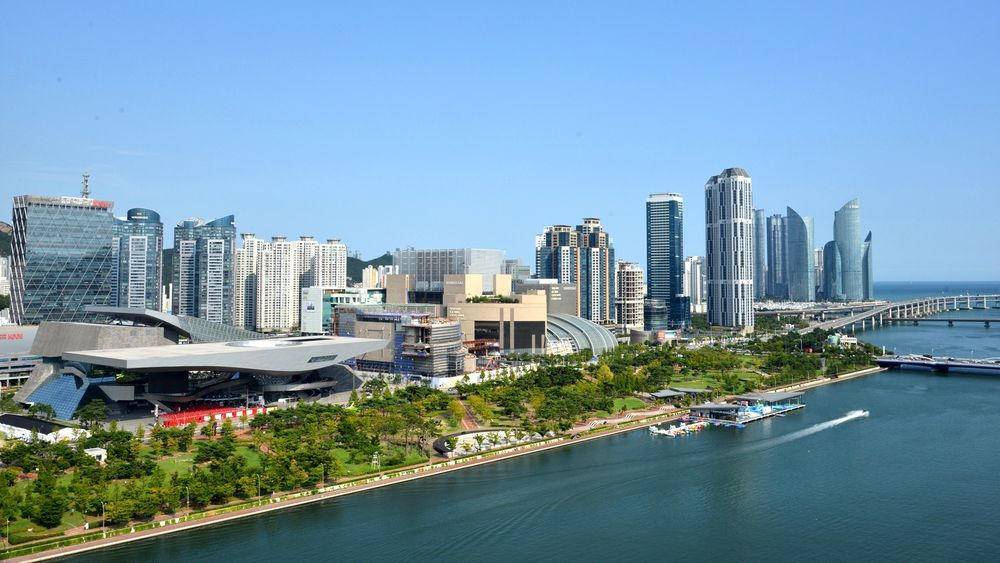

## 같이 보기
- SBS 방송 센터
- KNN